# Altenkirchen (Renania-Palatinato)
Altenkirchen/Pfalz è un comune di 8 599 abitanti della Renania-Palatinato, in Germania.
Appartiene al circondario (Landkreis) di Kusel (targa KUS) ed è parte della comunità amministrativa (Verbandsgemeinde) di Oberes Glantal.